# Хорст Хрубеш
Хорст Хрубеш (на немски: Horst Hrubesch) е бивш немски футболист и треньор, роден на 17 април 1951 г. в Хам. Известен е най-вече с добрата си игра с глава, откъдето идва и прозвището му Kopfballungeheuer (буквално Страшилището на ударите с глава)

## Кариера
През 1975 Хрубеш подписва професионален договор с първодивизионния Рот-Вайс Есен. Преди това играе в аматьорските ФК Пелкум, Германия Хам и СК Весттюнен. За два сезона в Първа Бундеслига изиграва 48 мача и вкарва 38 гола. Въпреки че отборът му изпада във втора дивизия, той остава още един сезон и в 35 мача отбелязва 42 гола. Това постижение кара топотборите в Германия да започнат да го преследват. В крайна сметка Хамбургер успява да се пребори с Айнтрахт Франкфурт за подписа на централния нападател.
Престоят му в Хамбургер съвпада със златните години на отбора. С него Хрубеш става носител на КЕШ и трикратен шампион. Освен това става 2 пъти вицешампион и има още 2 финала в евротурнирите - за КЕШ и Купата на УЕФА. През сезон 1981/1982 става голмайстор на Бундеслигата с 27 гола.
След Хамбургер играе два сезона в Стандарт Лиеж, а след това - една година в Борусия Дортмунд. На полуфинала на СП 1982 срещу
За Германия има 21 мача и 6 гола. Става шампион на Евро 1980, като при победата с 2:1 на финала срещу Белгия отбелязва и двата гола. При изпълнението на дузпи на полуфинала на СП 1982 срещу Франция той отбелязва решителната дузпа за победата с 6:5. Финалът, който Германия губи от Италия с 3:1 е последният му мач за националния отбор.
Като треньор Хорст Хрубеш води отборите на Рот-Вайс Есен и Динамо Дрезден, но без особен успех. Тренира националния отбор до 19 години.

## Успехи
- 1 х Световен вицешампион: 1982
- 1 х Европейски шампион: 1980
- 1 х Носител на КЕШ: 1983
- 1 х Финалист за КЕШ: 1980
- 1 х Финалист за Купата на УЕФА: 1982
- 3 х шампион на Германия: 1979, 1982 и 1983
- 2 х Вицешампион на Германия: 1980 и 1981
- 1 х Голмайстор на Бундеслигата: 1982